# Peter d’Arbaud
Peter d’Arbaud († 1739) war ein preußischer Oberst und Chef des Garnisonbataillons Nr. 4, aus dem das Füsilier-Regiment No. 33 gebildet wurde.
Er kam am 1. Februar 1701 als Fähnrich in das Infanterieregiment „Jung-Dohna“. Dort wurde er am 24. Juli 1703 Leutnant, 1710 Hauptmann und am 25. Dezember 1715 Major. Am 11. August 1731 erhielt er als Oberstleutnant von König Friedrich Wilhelm I. die Amtshauptmannschaft von Satzig. Er folgte 1736 dem verstorbenen Caspar Joachim von Wachholtz als Kommandeur eines Bataillons, das 1734 von den Fürsten von Anhalt als Reichskontingent im Reichskrieg gegen Frankreich gebildet und nach dem Präliminarfrieden von Wien von Preußen 1736 als Garnisonbataillon übernommen worden war, und starb 1739 als Oberst und Chef des Bataillons. Unter seinem Nachfolger Johann von Persode entstand aus ihm 1740 das das Füsilierregiment zu Glatz.